# Dominic Dale
Dominic Dale, all'anagrafe Cristopher Dale (Coventry, 29 dicembre 1971), è un giocatore di snooker gallese, vincitore di due titoli Ranking, il Grand Prix 1997 e lo Shanghai Masters 2007.

## Biografia
Dominic Dale è nato e ha trascorso i primi anni di vita a Coventry, in Inghilterra ma, a causa del licenziamento di suo padre, ha preferito trasferirsi in un cottage del Galles e da allora si ritiene un gallese. Tra il 2007 e il 2011 ha vissuto a Vienna in Austria con la sua allora fidanzata.

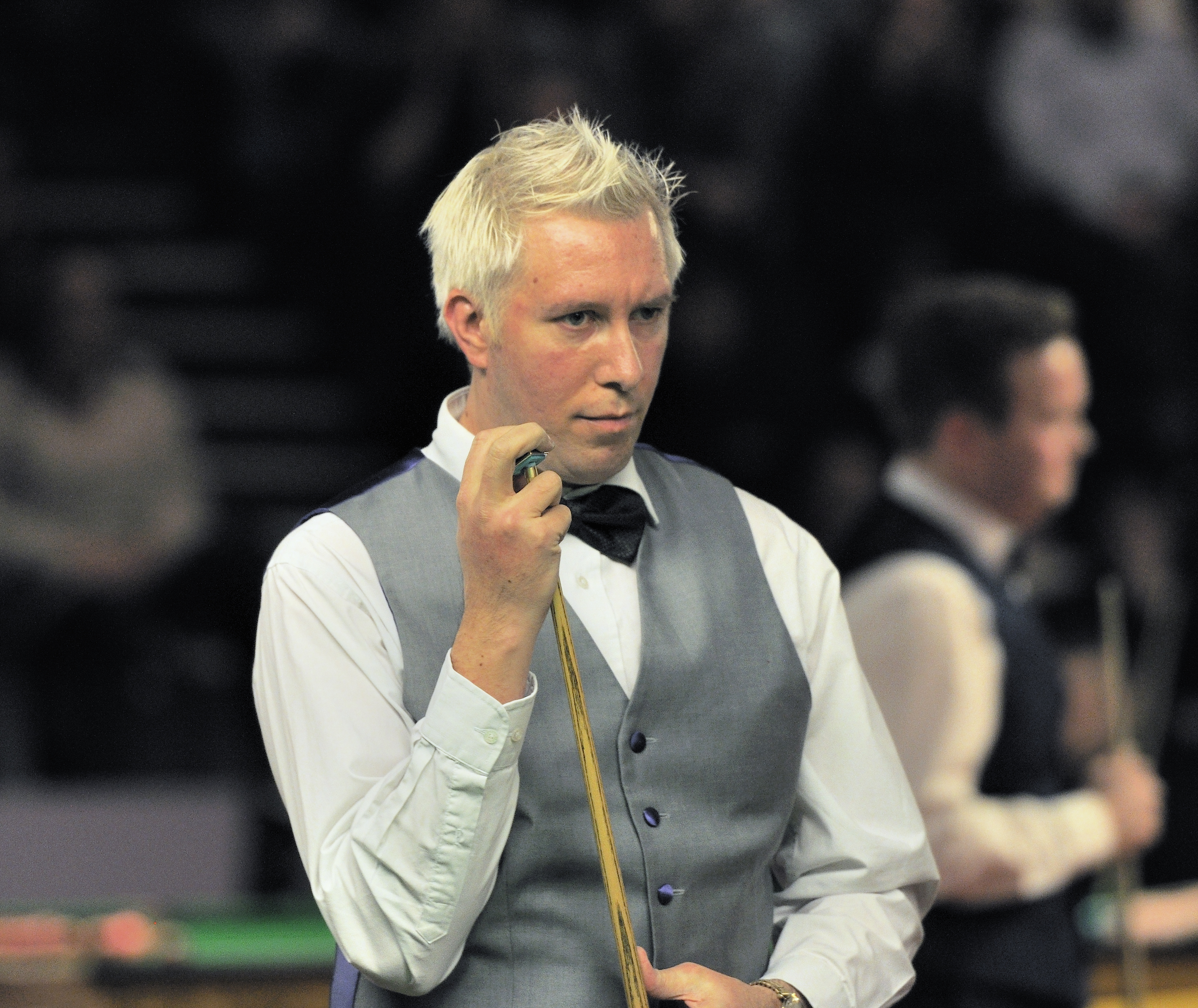
Dale nel 2014

Dale è considerato uno dei giocatori di snooker che più sa coinvolgere il pubblico durante gli incontri: per citare un esempio, egli ha intonato la canzone "My Way" durante la conferenza stampa post-match, dopo aver vinto in semifinale allo Shanghai Masters 2007 e la finale dello Shoot-Out 2014; negli anni passati era anche solito vederlo con una capigliatura bionda o con una varietà di vestiti diversi al tavolo.
Occasionalmente è anche commentatore per la BBC ed Eurosport.

## Carriera

### 1992-1997
Dale diventa professionista nel 1992, dopo aver vinto il Welsh Amateur Championship nel 1991, battendo David Bell in finale per 8-7. Il suo esordio nel Main Tour arriva allo European Open 1993, dove viene eliminato al primo turno da Mike Hallett.
Nel 1997 riesce a qualificarsi al Campionato mondiale sconfiggendo Jonathan Birch e Willie Thorne nei turni preliminari. Una volta arrivato al Crucible Theatre di Sheffield, il gallese vince al frame decisivo il primo turno contro Tony Drago, testa di serie numero 15, ma perde al secondo contro John Higgins per 13-5.

### Stagione 1997-1998: Il primo titolo Ranking
Dale inizia la stagione 1997-1998 vincendo inaspettatamente il Grand Prix, dopo essere partito dalle qualificazioni da testa di serie numero 54. Nel tabellone principale elimina Andy Hicks al primo turno, poi prosegue battendo il 6 volte campione del mondo Steve Davis per 5-2, Dave Harold, Chris Small e Jimmy White in semifinale, con il punteggio di 6-2. In finale incontra Higgins e, al termine di un match in cui non è mai stato sotto, Dominic Dale vince il suo primo titolo Ranking in carriera a 26 anni. Il trionfo a Bournemouth non è però seguito da altre buone prestazioni, infatti il gallese arriva massimo al terzo turno in tre eventi (Qualificazioni al Masters, Welsh Open e British Open), mancando inoltre la qualificazione al Campionato del mondo.

### 1998-2007
Partito al 23º posto nel Ranking all'inizio della stagione 1998-1999, Dale non riesce a conquistare nessun buon piazzamento, arrivando però a partecipare al Campionato mondiale a fine annata, dove tuttavia viene subito eliminato da Nigel Bond al primo turno.
Nell'anno solare 2000, il gallese arriva in semifinale al Thailand Masters, nella quale viene battuto dal suo connazionale Mark Williams per 5-1; in questo torneo Dale era riuscito anche a sconfiggere Steve Davis per 5-1 al primo turno. Successivamente figura bene al Campionato mondiale, arrivando fino ai quarti di finale, in cui esce per mano di Joe Swail (13-9), dopo aver battuto Peter Ebdon al primo turno per 10-6 e David Gray al secondo con il risultato netto di 13-1.
Nel 2003 e nel 2004 Dale raggiunge e perde le finali dell'evento di qualificazione al Masters, che lo avrebbe portato a disputare il torneo per la prima volta in carriera, e la General Cup. In seguito arriva in semifinale al Welsh Open 2004, alla Malta Cup 2006 e al Northern Ireland Trophy 2006; nel primo e nel terzo viene battuto da Ronnie O'Sullivan 6-1 e 6-0, mentre nel secondo è John Higgins a sconfiggerlo per 6-3.

### Shanghai Masters 2007
Come per il Grand Prix nel 1997, il gallese vince lo Shanghai Masters 2007 non iniziando dal tabellone principale. In questo caso Dale esordisce dal turno delle wildcard, vinto contro Liu Chuang 5-1, accedendo poi al quarto turno di qualificazione, in cui batte Rory McLeod per 5-0. Nella fase finale vince contro Ken Doherty (5-3), Adrian Gunnell e Dave Harold (5-1) e contro Mark Selby in semifinale con il punteggio di 6-3. La finale è tutta gallese, Dale affronta Ryan Day, partito direttamente dalla fase a eliminazione diretta; dopo un equilibrio iniziale, il suo avversario si porta sul 2-6, con Dale che termina la prima sessione vincendo l'ultimo frame, interrompendo una striscia di quattro persi. Inizia la seconda sessione con una serie da 143 e prosegue portando a casa tutti i successivi frames, rimontando quindi dal 2-6 al 10-6, ottenendo il successo di fronte allo stupore degli addetti ai lavori.

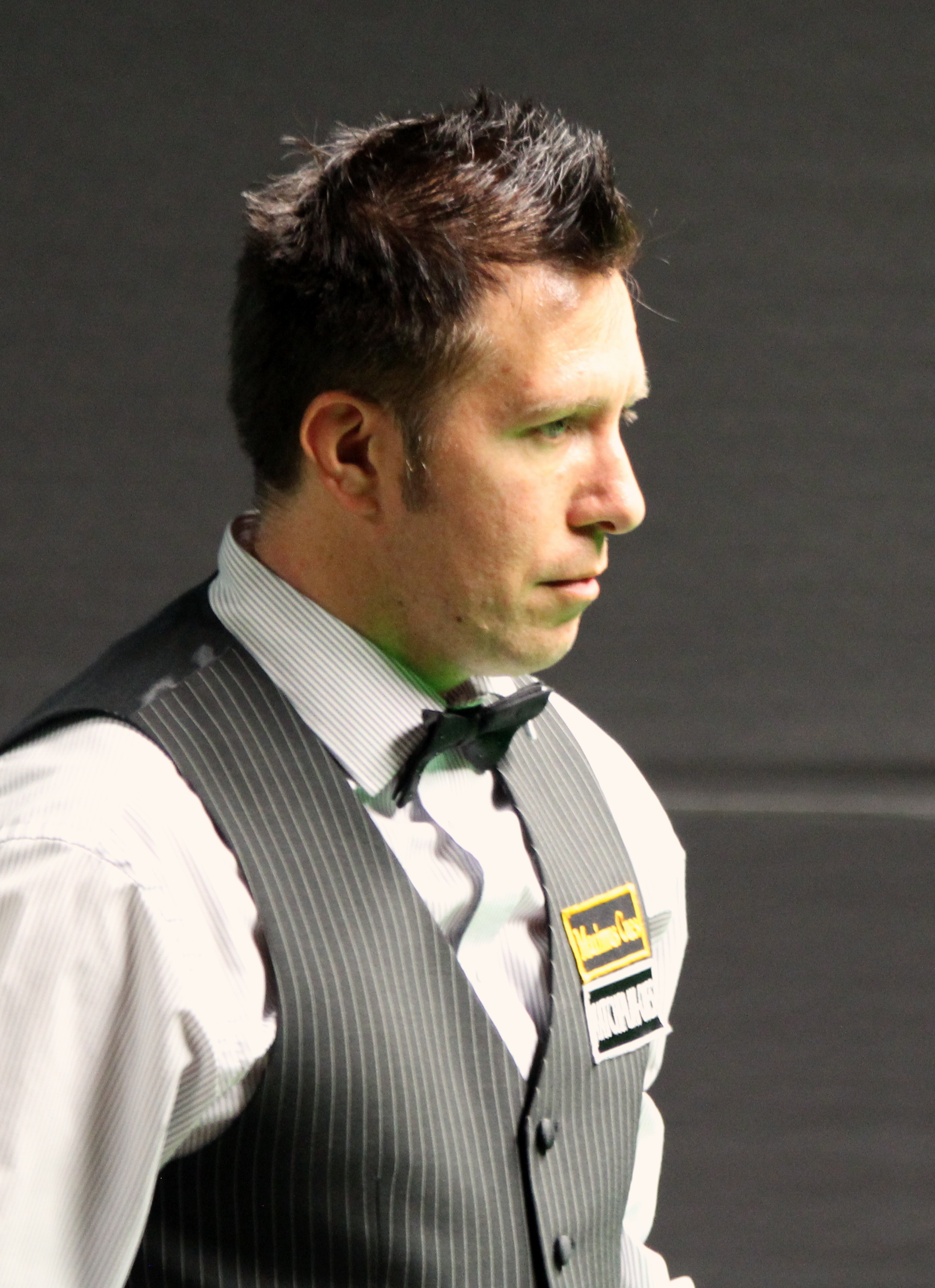
Dominic Dale nel 2016

### 2007-
La sua carriera prosegue con alcuni alti e bassi. Nel 2010 ottiene il successo in finale al sesto evento del Players Tour Championship, battendo Martin Gould per 4-3. Nel gennaio 2014 vince lo Shoot-Out, titolo Non-Ranking. In seguito ottiene diversi quarti, tra cui quelli al Campionato mondiale dello stesso anno: dopo aver eliminato Andrew Higginson nell'unico turno di qualificazione da lui disputato, Dale sconfigge Mark Davis e Michael Wasley, uscendo contro Barry Hawkins dopo un incontro tiratissimo finito al 25° e frame decisivo. Ottiene poi due semifinali al Six-Red World Championship 2014 e al Paul Hunter Classic 2016.

## Ranking[28]
| Stagione  | Ranking iniziale | Ranking finale |
| --------- | ---------------- | -------------- |
| 1992-1993 | Non classificato | 164            |
| 1993-1994 | 164              | 99             |
| 1994-1995 | 99               | 79             |
| 1995-1996 | 79               | 87             |
| 1996-1997 | 87               | 54             |
| 1997-1998 | 54               | 23             |
| 1998-1999 | 23               | 19             |
| 1999-2000 | 19               | 20             |
| 2000-2001 | 20               | 20             |
| 2001-2002 | 20               | 20             |
| 2002-2003 | 20               | 28             |
| 2003-2004 | 28               | 32             |
| 2004-2005 | 32               | 34             |
| 2005-2006 | 34               | 40             |
| 2006-2007 | 39               | 31             |
| 2007-2008 | 31               | 32             |
| 2008-2009 | 32               | 34             |
| 2009-2010 | 34               | 45             |
| 2010-2011 | 45               | 31             |
| 2011-2012 | 31               | 23             |
| 2012-2013 | 23               | 23             |
| 2013-2014 | 23               | 23             |
| 2014-2015 | 24               | 33             |
| 2015-2016 | 33               | 38             |
| 2016-2017 | 38               | 33             |
| 2017-2018 | 33               | 46             |
| 2018-2019 | 46               | 65             |
| 2019-2020 | Non classificato | 70             |
| 2020-2021 | 70               |                |

## Tornei vinti

### Titoli Non-Ranking: 2
| Titoli Ranking   | Titoli Ranking | Titoli Ranking | Titoli Ranking |
| ---------------- | -------------- | -------------- | -------------- |
| Competizione     | Anno           | Avversario     | Note           |
| Grand Prix       | 1997           | John Higgins   | [ 2 ]          |
| Shanghai Masters | 2007           | Ryan Day       | [ 3 ]          |

| Titoli Non-Ranking | Titoli Non-Ranking | Titoli Non-Ranking | Titoli Non-Ranking |
| ------------------ | ------------------ | ------------------ | ------------------ |
| Competizione       | Anno               | Avversario         | Note               |
| Malaysian Masters  | 1996               | Drew Henry         |                    |
| Shoot-Out          | 2014               | Stuart Bingham     | [ 22 ]             |

| In squadra   | In squadra                                          | In squadra | In squadra |
| ------------ | --------------------------------------------------- | ---------- | ---------- |
| Competizione | Anno/Compagno                                       | Avversario | Note       |
| Nations Cup  | 1999/ Darren Morgan, Mark Williams, Matthew Stevens | Scozia     | [ 29 ]     |

- Players Tour Championship: 1 (Evento 6 2010)

## Finali perse

### Titoli Non-Ranking: 2
| Titoli Non-Ranking        | Titoli Non-Ranking | Titoli Non-Ranking | Titoli Non-Ranking |
| ------------------------- | ------------------ | ------------------ | ------------------ |
| Competizione              | Anno               | Avversario         | Note               |
| Qualificazioni al Masters | 2003               | Neil Robertson     | [ 15 ]             |
| General Cup               | 2004               | Issara Kachaiwong  | [ 16 ]             |

| In squadra   | In squadra                                          | In squadra  | In squadra |
| ------------ | --------------------------------------------------- | ----------- | ---------- |
| Competizione | Anno/Compagno                                       | Avversario  | Note       |
| Nations Cup  | 2000/ Darren Morgan, Mark Williams, Matthew Stevens | Inghilterra | [ 30 ]     |

- Players Tour Championship: 1 (Evento 10 2011)